# Dietrich Bonhoeffer
Dietrich Bonhoeffer (4 tháng 2 năm 1906 - 9 tháng 4 năm 1945) là một mục sư, nhà thần học, gián điệp người Đức, nhà bất đồng chính kiến chống lại Đức Quốc xã, và thành viên sáng lập chính của Confessing Church. Các bài viết của ông về vai trò của Thiên chúa giáo trong thế giới thế tục đã trở nên có ảnh hưởng rộng rãi, và cuốn sách của ông về Chi phí của Tôn giáo đã trở thành một cuốn sách kinh điển thời hiện đại.
Ngoài những bài viết thần học của mình, Bonhoeffer được biết đến với sự phản kháng mạnh mẽ của ông đối với chế độ độc tài của Đức Quốc xã, bao gồm cả sự phản đối tiếng nói của Hitler đối với chương trình euthanasia của Hitler và chính sách khủng bố diệt chủng người Do Thái. Ông bị Gestapo bắt vào tháng 4 năm 1943 và bị giam tại nhà tù Tegel trong một năm rưỡi. Sau đó, ông được chuyển đến một trại tập trung của Đức quốc xã. Sau khi bị buộc tội liên quan đến âm mưu ám sát Adolf Hitler, ông đã nhanh chóng bị kết án, cùng với các người đồng mưu bị buộc tội khác, bao gồm các cựu thành viên của Abwehr (Văn phòng Tình báo quân đội Đức), và sau đó bị treo cổ vào ngày 9 tháng 4 năm 1945 trong thời kì chế độ Đức Quốc xã dần sụp đổ.